# Улица Кузнецова (Екатеринбург)

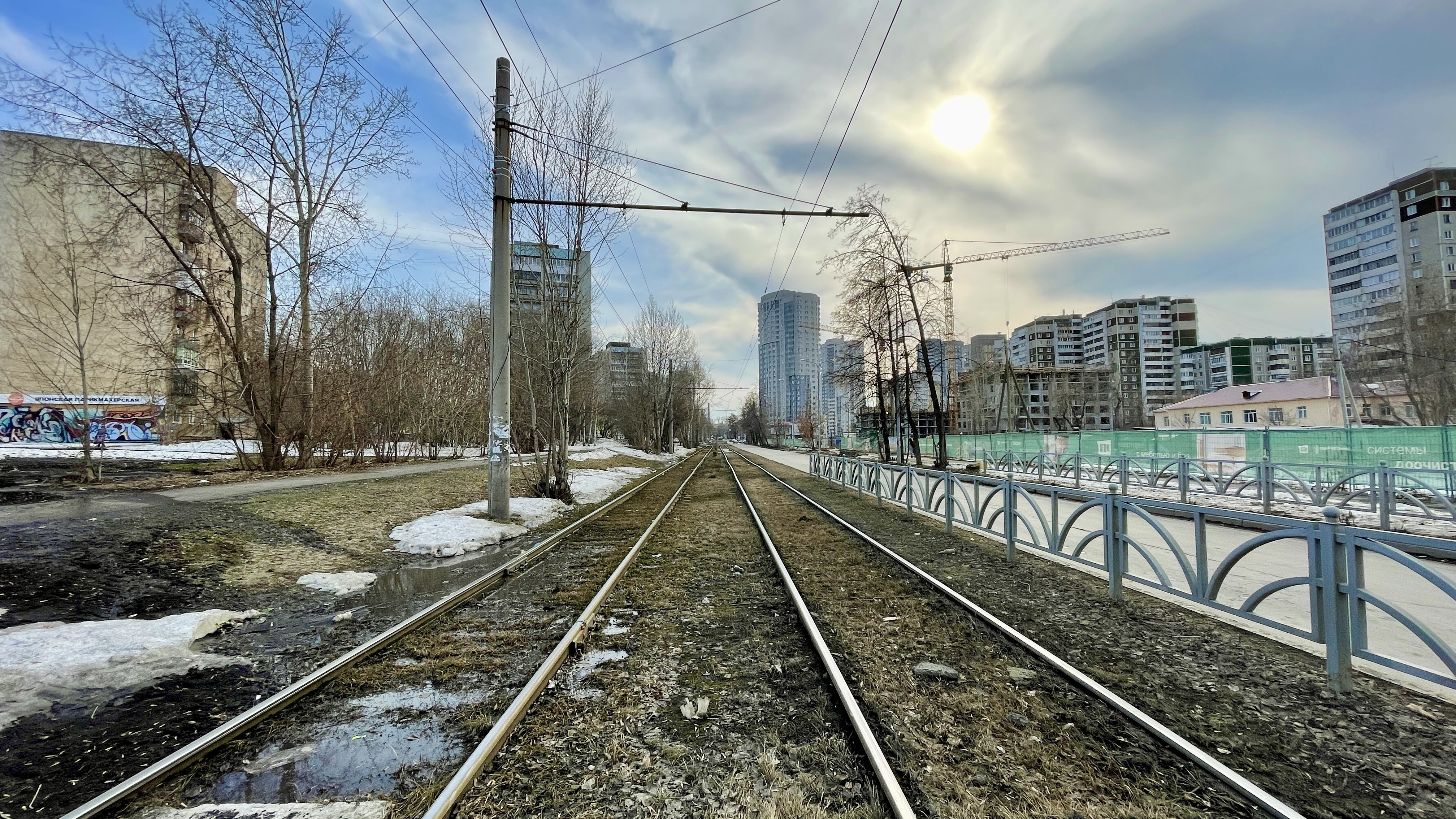
Трамвайные пути на улице Кузнецова

У́лица Кузнецо́ва (прежнее название: Переко́пская) — улица в жилом районе (микрорайоне) «Уралмаш» Орджоникидзевского административного района Екатеринбурга.

## Происхождение и история названий
С 1928—1929 годов просека на месте будущей улицы Кузнецова носила название Перекопская, в честь города Перекоп, за который в ходе Гражданской войны шли бои. В дальнейшем название от просеки перешло к улице, застроенной на её месте. В 1952 году улица получила своё современное название — Кузнецова, в честь Николая Ивановича Кузнецова — Героя Советского Союза и советского партизана-разведчика, в 1935—1936 годах работавшего в конструкторском отделе Уралмашзавода и жившего в доме на Перекопской улице.

## Расположение и благоустройство
Улица Кузнецова проходит с юго-запада на северо-восток параллельно Авангардной улице; начинается от пересечения с улицей Кировградской (прямого смыкания нет) и заканчивается у перехода в проспект Космонавтов. Пересечений с другими улицами нет. Слева к улице Кузнецова примыкают улицы Калинина и Уральских Рабочих, справа примыканий к улице нет.
Протяжённость улицы Кузнецова составляет около 800 метров. Ширина проезжей части — около 6 м (по одной полосе в каждую сторону движения), после улицы Уральских Рабочих сужается до проезда. На протяжении улицы Зебра (пешеходный переход) находится в месте примыкания улицы Калинина. Тротуаром вдоль нечётной стороны и уличным освещением улица оборудована. Вдоль улицы, по чётной стороне проходит трамвайная линия, связывающая другие жилые районы города с географическим центром Уралмаша — улицей Победы.

## История

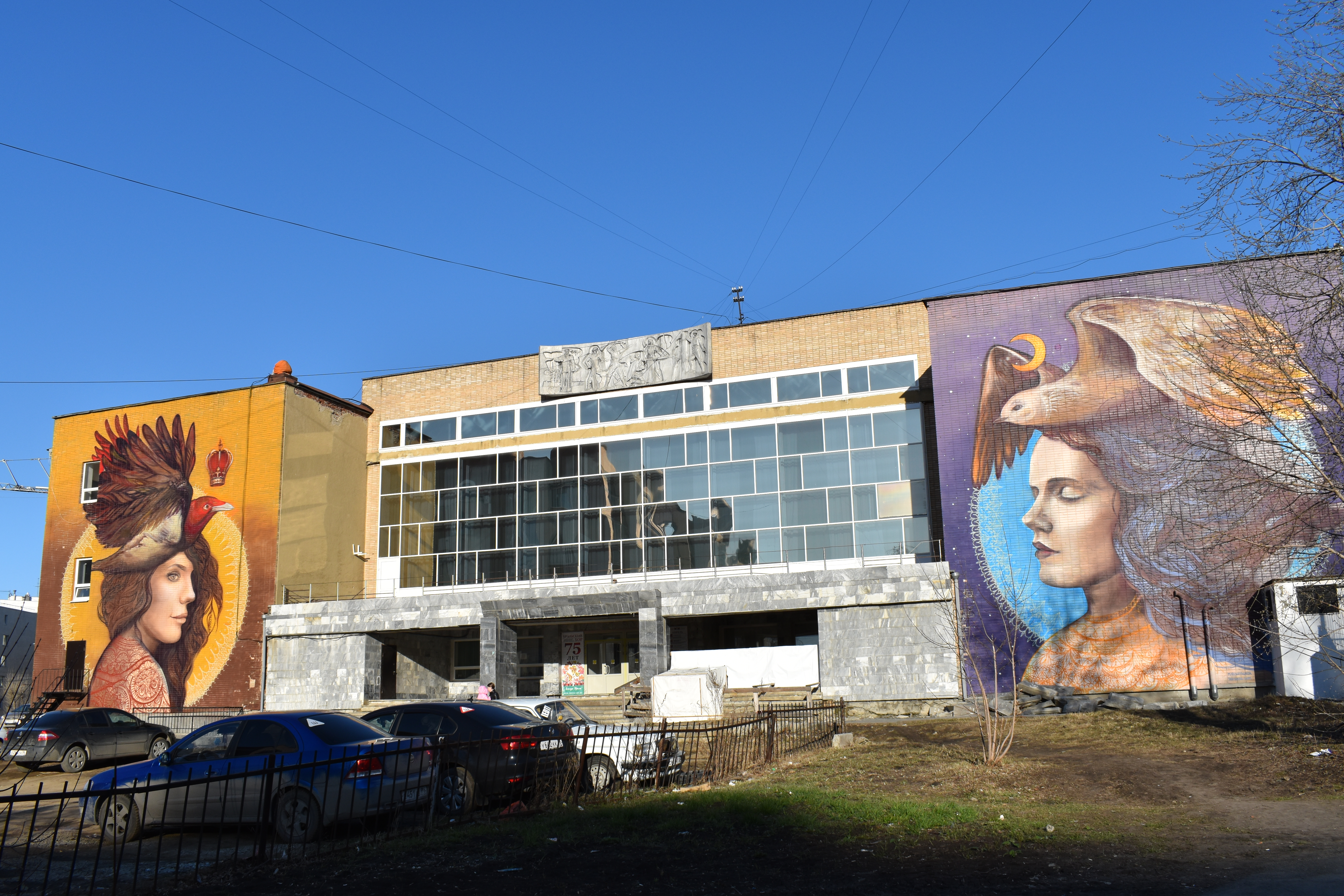
ДК им. Лаврова (вид со стороны улицы Кузнецова)

Возникновение улицы связано с формированием и развитием соцгородка «Уралмашзавода» в 1930-х годах. В начале 1930-х годов на месте улицы был расположен густой лес, рядом была проложена железнодорожная ветка до станции Калиновка (сейчас демонтирована). В июле 1931 года с Уралмашиностроя в город мимо улицы пошли первые трамваи одноколейной линии, одна из остановок которой — «Центральный посёлок» — находилась прямо напротив Перекопской улицы.
В 1935 году при застройке улицы Калинина на трассе Перекопской улицы возвели рубленые дома № 1 и 2, им был присвоены адреса по Перекопской улице № 9 и 11. На этом же этапе истории улицы была построена школа № 77. В 1936 году были заселены дома № 9, 11, 13, 15, 23 и ряд других. Перед Великой Отечественной войной построены дома № 3 и 7. В результате застройки 1930-х годов улица сформилась как таковая, но была застроена односторонне (застройка по этой, нечётной стороне улицы сохранилась вплоть до 2010-х годов). На чётной стороне улицы значительно позднее, в 1970-х — 1980-х годах были построены девяти-двенадцатиэтажные жилые дома типовых серий, а также Дворец культуры имени М. В. Лаврова (построен в 1972 году, получил адрес по проспекту Космонавтов). На месте бывшей железнодорожной ветки в послевоенные годы проложена трамвайная линия.
В начале 2010-х годов на углу с улицей Калинина на месте застройки 1930-х годов был построен 27-этажный многоквартирный жилой дом.

## Примечательные здания и сооружения
- № 5 — средняя общеобразовательная школа № 77.

Утраченные здания
На улице до 1990-х годов был расположен дом, в котором жил Н. И. Кузнецов.

## Памятники, мемориальные доски и памятные знаки
Перед школой № 77 находится памятник «Воинам, павшим в Великой Отечественной войне».

## Транспорт

### Наземный общественный транспорт
По улице осуществляется трамвайное движение, движение других видов наземного общественного транспорта по улице не осуществляется.
- Остановка «Кузнецова»:

Трамвай: № 5, 5а (рабочие дни), № 8, № 17, № 22, № 24.
- Остановка «ДК Лаврова» (включая остановочные пункты на проспекте Космонавтов):

Автобус: № 56, № 56б, № 59 (выходные дни), № 104, № 108, № 142;
Трамвай: № 8, 17, 22, 24;
Троллейбус: № 3, № 5, № 12;
Маршрутное такси: № 063.

### Ближайшие станции метро
В 400 метрах к востоку от начала улицы находится станция 1-й линии Екатеринбургского метрополитена  Уралмаш; конец улицы находится в 650 м к северу от этой же станции.